# Schönblick (Eichstätt)

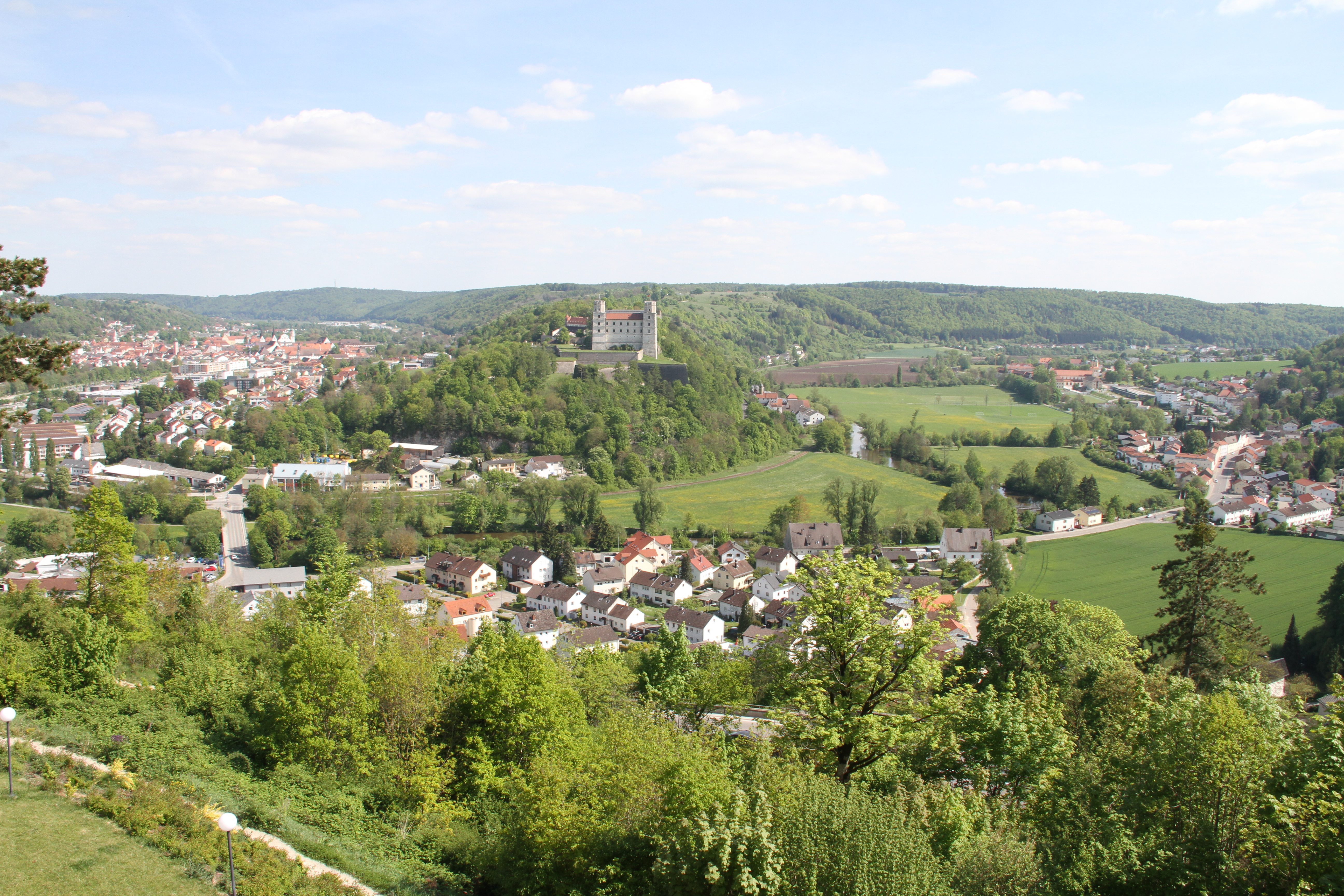
Panorama Schönblick Eichstätt

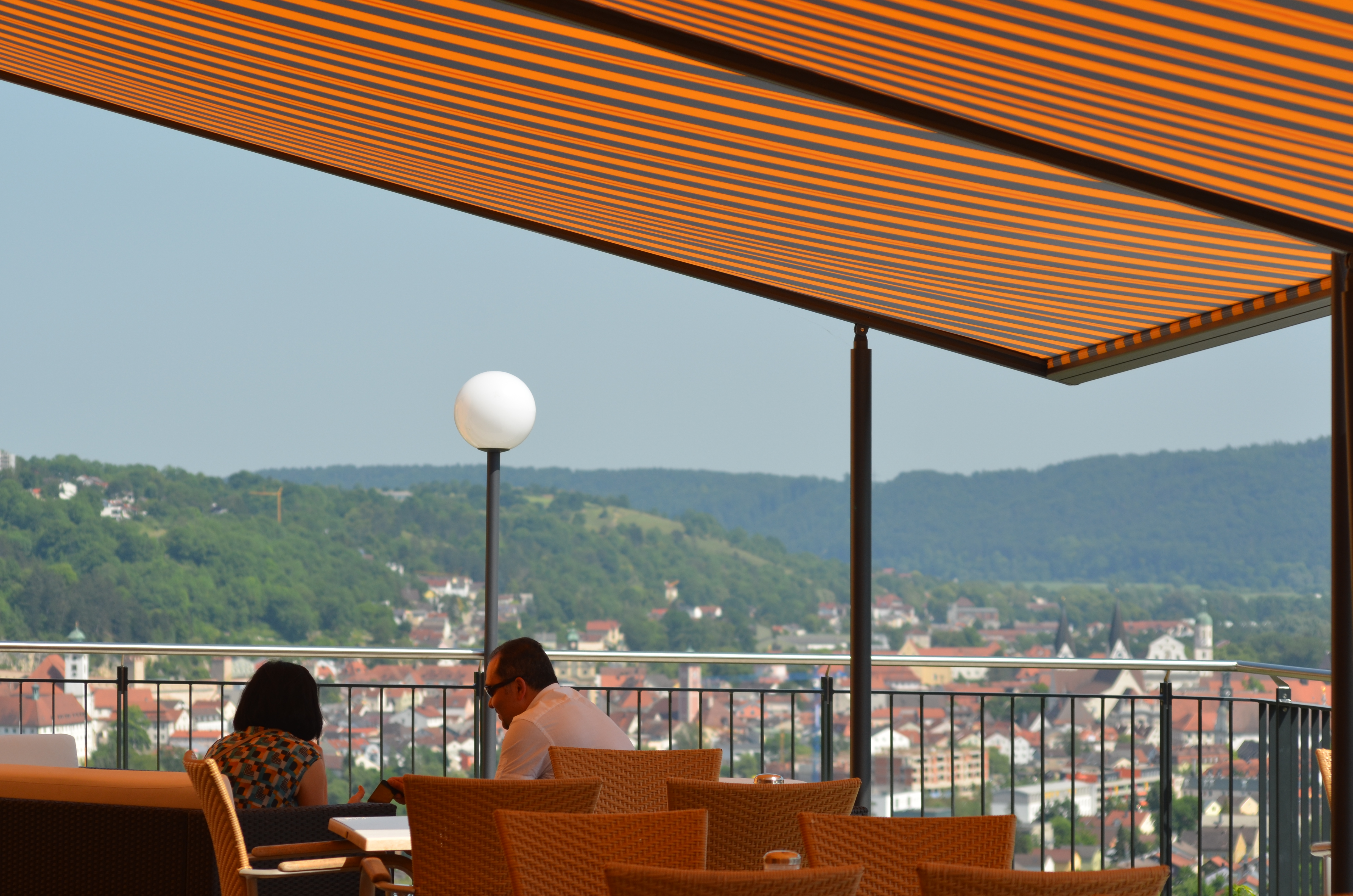
Panoramaterrasse des Cafe und Restaurant Schönblick

Der Schönblick in Eichstätt ist ein traditionsreicher Aussichtspunkt im Naturpark Altmühltal. Gleichzeitig ist er der Standort des gleichnamigen Cafés, Restaurants und Wellnesshotels Schönblick. Von hier aus bietet sich ein Panorama auf das Altmühltal, die Willibaldsburg und die barocke Altstadt von Eichstätt.
Erstmals wurde der Schönblick als Herberge in Zusammenhang mit der Thingstätte am Hohen Kreuz erwähnt. In der zweiten Hälfte des 20. Jahrhunderts machte sich das Schönblick als Café einen Namen. Nach einem Pächterwechsel im Jahr 2005 entstand nach diversen Um- und Neubauten das heutige Café, Restaurant und Wellnesshotel Schönblick. Hierbei handelt es sich um ein privates 4-Sterne-Hotel mit 18 Zimmern und 500 m² großem Wellnessbereich mit Schwimmbädern und Saunalandschaft.
Der Schönblick oberhalb von Eichstätt liegt am Altmühltal-Panoramaweg.